# Stanley Wagner
Ulysses Stanley (Stan) Wagner (Pueblo (Colorado), 2 maart 1908 - Winnipeg, 11 oktober 2002) was een Canadese ijshockeyspeler.
Wagner won met de Winnipeg Hockey Club in 1931 het Amateurkampioenschap van Canada de Allan Cup. Vanwege deze overwinning was de Winnipeg Hockey Club de Canadese afvaardiging richting de Olympische Winterspelen 1932. Wagner was tijdens deze spelen de reservedoelman en kwam alleen in de een na laatste wedstrijd tegen Polen in actie. Wagner was van beroep piloot. Wagner was de langst overlevende speler van de gouden ploeg van 1932.